# Fotogramas de Plata al millor actor de cinema
Els Fotogramas de Plata són uns premis que lliura anualment la revista cinematogràfica espanyola Fotogramas. Els premis a les pel·lícules —estrangeres i nacionals— són a càrrec de la crítica especialitzada i els concedits als intèrprets són escollits pel públic.
El 5 de febrer de 1951 es van lliurar al Cinema Alexandra de Barcelona els primers Fotogramas de Plata, corresponents a 1950. Aquests premis, nascuts com a Placas San Juan Bosco.
Les categories premiades han variat al llarg de les seves seixanta edicions, així com la manera de selecció i el nombre de candidats, no distingint-se fins a 1982 entre interpretació masculina i femenina en cinema, fins a 1990 en televisió i fins a 1996 en teatre.

## Dècada de 1980
| Guanyador | Candidats | |
| 1982      | 1982 | 1982 |
| --------- | --- | --- |
|           | José Sacristán per Martín Marco López a La colmena | - Imanol Arias per Juan Demonios en el jardín / per Riza Niro a Laberinto de pasiones - Joaquim Cardona per Antoni a La plaça del Diamant - Antonio Ferrandis per Antonio Albajara a Volver a empezar - Víctor Valverde per Víctor a Hablamos esta noche |
| 1983      | | |
|           | Francisco Rabal (1) per Ginés Jiménez Valera a Truhanes | - Eusebio Poncela per Cris a El arreglo - Fernando Fernán Gómez per Don Dimas a Soldados de plomo - Xabier Elorriaga per Jaume Canals a Victòria! La gran aventura d'un poble - Imanol Arias per Don Juan a Bearn o La sala de les nines |
| 1984      | | |
|           | Francisco Rabal (2) per Rocabruno a Epílogo per Azarías a Los santos inocentes per Gabino a Sal gorda                                                                | - Agustín González per Luis a Las bicicletas son para el verano / per Don Pedro a Los santos inocentes - Patxi Bisquert per Tasio a Tasio - Imanol Arias per Mikel a La muerte de Mikel - Alfredo Landa per Paco, El Bajo a Los santos inocentes |
| 1985      | | |
|           | Antonio Banderas (1) per Fray José a La corte de Faraón per Paco a Réquiem por un campesino español per Gasofa a Caso cerrado                                        | - Fernando Fernán Gómez per Roque a La corte de Faraón / per Germán a Marbella, un golpe de cinco estrellas / per Don Leopoldo Contreras de Tejada a Stico. - Guillermo Montesinos per Mariano a La vaquilla - Antonio Resines per Fernando a Sé infiel y no mires con quién - Fernando Rey per Fray Lupo a El caballero del dragón / per Cardenal a Padre nuestro                                            |
| 1986      | | |
|           | Fernando Fernán Gómez per Delirios de amor per Don Arturo a El viaje a ninguna parte per Don Pedro a La mitad del cielo per Emiliano a Mambrú se fue a la guerra     | - Nacho Martínez per Adiós pequeña / per Delgado a La mitad del cielo/ per Diego Montez a Matador - Francisco Rabal per Señor Cayo a El disputado voto del señor Cayo / per Rosendo a El hermano bastardo de Dios - Jorge Sanz per Manolín a Mambrú se fue a la guerra / per Manolo a El año de las luces - Juan Diego per Francisco Franco a Dragon Rapide / per Sergio Maldonado a El viaje a ninguna parte |
| 1987      | | |
|           | Imanol Arias per Séptimo Miau a Divinas palabras (película de 1987) per El Lute a El Lute: camina o revienta                                                         | - Alfredo Landa per Sargento Pérez a ¡Biba la banda! / per Malvís / Bandido Fendetestas a El bosque animado / per Honorio Sigüenza a El pecador impecable - Antonio Banderas per Antonio Benítez a La ley del deseo / per Amante de Jaime a Delirios de amor |
| 1988      | | |
|           | Antonio Banderas (2) per Antonio a Baton Rouge per Damián a Así como habían sido per Carlos a Mujeres al borde de un ataque de nervios per Luis a El placer de matar | - Juan Diego per Alberto a Así como habían sido / per Saturnino a Jarrapellejos / per Juan Luis a Pasodoble - José Luis Gómez en Luces y sombras / per John Polidori a Remando al viento - Fernando Rey per Padre a Diario de invierno / per Don Nuño a Pasodoble / per Allende a El túnel - Alfredo Landa per Sinatra a Sinatra                                                                              |
| 1989      | | |
|           | Jorge Sanz (1) per Daniel Javaloyes "Java" a Si te dicen que caí | - Juan Echanove per Juancho en El vuelo de la paloma / per Balanza a Viento de cólera / per Jaimito a Bajarse al moro - Antonio Banderas per Alberto a Bajarse al moro / per Marcos a Si te dicen que caí - Manuel Bandera per Mario a Las cosas del querer |

## Dècada de 1990
| Guanyador | Candidats | |
| 1990      | 1990 | 1990 |
| --------- | --- | --- |
|           | Antonio Banderas (3) per Ricky a ¡Átame! per Mario a La blanca paloma per Juan a Contra el viento                                                                         | - Gabino Diego per Gustavete a ¡Ay, Carmela! - Andrés Pajares per Paulino a ¡Ay, Carmela! - Sergi Mateu per Tristán a Boom, boom / per La teranyina |
| 1991      | | |
|           | Fernando Guillén per Don Juan a Don Juan de los Infiernos per Malcolm a El invierno en Lisboa per Escritor a Martes de Carnaval per Enrique a Què t'hi jugues, Mari Pili? | - Gabino Diego per Antonio Mancilla a Fuera de juego / per Rey a El rey pasmado / per Fito a La noche más larga / per Tomás a La viuda del capitán Estrada - Juan Diego per Villaescusa a El rey pasmado / per Editor a Martes de Carnaval / per Menéndez a La noche más larga - Jorge Sanz per Paco a Amantes |
| 1992      | | |
|           | Jorge Sanz (2) per Tony Orquesta Club Virginia per Fernando a Belle Époque                                                                                                | - Antonio Banderas per Miguel a Una mujer bajo la lluvia / per Néstor Castillo a Els reis del mambo - Javier Bardem per Raúl a Jamón, jamón - Juanjo Puigcorbé per Daniel a Un paraguas para tres / per Marido a La reina anónima / per Tomás a Salsa rosa                                                     |
| 1993      | | |
|           | Javier Bardem (1) per Benito González a Huevos de oro | - Antonio Banderas per Marcos a ¡Dispara! - Juan Echanove per Franco/Sosías a Madregilda |
| 1994      | | |
|           | Carmelo Gómez (1) per Antonio a Días contados per Pablo a Canción de cuna Hombre Oscuro a El detective y la muerte                                                        | - Javier Bardem per Lisardo a Días contados / per Detective a El detective y la muerte - Gabino Diego per Alberto a Los peores años de nuestra vida |
| 1995      | | |
|           | Javier Bardem (2) per Víctor Ventura a Boca a boca | - Álex Angulo per Cura a El día de la bestia / per Empresario contaminante a Sálvate si puedes - Antonio Banderas per Art a Two Much |
| 1996      | | |
|           | Carmelo Gómez (2) per Teodoro a El perro del hortelano per Ángel Bengoelxeo a Tierra per Ángel Barciela a Tu nombre envenena mis sueños                                   | - Javier Bardem per Rober a Éxtasis - Gustavo Salmerón per Narciso a Fotos / per Alberto a Más que amor, frenesí / per Alex a El domini dels sentits |
| 1997      | | |
|           | Javier Bardem (3) per David a Carne trémula Romeo Dolorosa a Perdita Durango                                                                                              | - Jordi Mollà per Daniel a La buena estrella / per Toni a Perdona bonita, pero Lucas me quería a mí - Antonio Resines per Rafael a La buena estrella / per Lozano a Carreteras secundarias / per Fernando a El tiempo de la felicidad                                                                          |
| 1998      | | |
|           | Antonio Resines per Blas Fontiveros a La niña de tus ojos per Enbeita a Entre todas las mujeres per Lorenzo a Una pareja perfecta                                         | - Eduardo Noriega per Antonio a Cha-cha-chá - Santiago Segura per José Luis Torrente a Torrente, el brazo tonto de la ley / per Castillo a La niña de tus ojos |
| 1999      | | |
|           | Francisco Rabal (3) per Un día bajo el sol per Goya a Goya en Burdeos | - Fernando Fernán Gómez per Don Gregorio a La lengua de las mariposas / per Actor a Pepe Guindo / per Padre de Rosa a Todo sobre mi madre - Jordi Mollà per Sapo a Nadie conoce a nadie / per Godoy a Volavérunt                                                                                               |

## Dècada de 2000
| Guanyador | Candidats | |
| 2000      | 2000 | 2000 |
| --------- | --- | --- |
|           | Javier Bardem (4) per Diego a Segunda piel                                                                                 | - Carmelo Gómez per Martin a La gran vida / per Forteza a El portero - Eduardo Noriega per Luis a Carretera y manta / per Eusebio Sánchez Arguello / Andrés Echarri a El invierno de las anjanas/ per Ángel/Narrador a Plata quemada |
| 2001      | | |
|           | Sergi López i Ayats per Luis a Arde, amor per Miguel a El cielo abierto per Ángel a Hombres felices per Joaquín a Solo mía | - Eduardo Noriega per Jacinto a El espinazo del diablo / per Joshe González Machinbarrena a Visionarios - Tristán Ulloa per Lorenzo a Lucía y el sexo / per Miguel Ibáñez a No llores Germaine                                       |
| 2002      | | |
|           | Javier Bardem (5) per Santa Los lunes al sol                                                                               | - Javier Cámara per Benigno Martín a Hable con ella - José Coronado per Rafael Mazas a La caja 507 |
| 2003      | | |
|           | Luis Tosar (1) per Antonio a Te doy mis ojos                                                                               | - Javier Cámara per Alfredo a Torremolinos 73 - Ernesto Alterio per Antonio a Días de fútbol |
| 2004      | | |
|           | Javier Bardem (6) per Ramón Sampedro a Mar adentro                                                                         | - Eduardo Noriega per José María «Txema» Loigorry / El Lobo a El Lobo - Guillermo Toledo per Rafael González a Crimen ferpecto |
| 2005      | | |
|           | Óscar Jaenada per Camarón de la Isla a Camarón                                                                             | - Javier Cámara per Mikel a Malas temporadas - Juan José Ballesta per Tano a 7 vírgenes |
| 2006      | | |
|           | Juan Diego per Santiago a Vete de mí                                                                                       | - Daniel Brühl per Salvador Puig Antich a Salvador (Puig Antich) - Sergi López i Ayats per Vidal en El laberinto del fauno |
| 2007      | | |
|           | Alberto San Juan per Benito Lacunza a Bajo las estrellas                                                                   | - Alfredo Landa per Joaco a Luz de domingo - Hugo Silva per Mateo a El hombre de arena |
| 2008      | | |
|           | Javier Cámara (1) per Maxi a Fuera de carta                                                                                | - Raúl Arévalo per Salvador a Los girasoles ciegos - Eduard Fernández per Lucio a Tres días |
| 2009      | | |
|           | Luis Tosar (2) per Malamadre a Celda 211                                                                                   | - Lluís Homar per Mateo Blanco / Harry Caine a Los abrazos rotos - Hugo Silva per Carlos a Mentiras y gordas |

## Dècada de 2010
| Guanyador | Candidats                                                            | |
| 2010      | 2010                                                                 | 2010 |
| --------- | -------------------------------------------------------------------- | --- |
|           | Javier Bardem (7) per Uxbal a Biutiful                               | - Carlos Areces per Javier a Balada triste de trompeta - Mario Casas per H. a Tres metros sobre el cielo     |
| 2011      |                                                                      | |
|           | José Coronado per Santos Trinidad a No habrá paz para los malvados   | - Luis Tosar per César a Mientras duermes - Antonio Banderas per Robert Ledgard a La piel que habito         |
| 2012      |                                                                      | |
|           | Mario Casas (1) per Ángel a Grupo 7                                  | - José Coronado per Jaime Peña a El cuerpo - Antonio de la Torre per Rafael a Grupo 7                        |
| 2013      |                                                                      | |
|           | Javier Cámara (2) per Antonio a Vivir es fácil con los ojos cerrados | - Mario Casas per Antonio a Las brujas de Zugarramurdi - Quim Gutiérrez per Caleb a La gran familia española |
| 2014      |                                                                      | |
|           | Javier Gutiérrez (1) per Juan a La isla mínima                       | - Raúl Arévalo per Pedro a La isla mínima - Dani Rovira per Rafa a Ocho apellidos vascos                     |
| 2015      |                                                                      | |
|           | Mario Casas (2) per Killian a Palmeras en la nieve                   | - Javier Cámara per Tomás a Truman - Dani Rovira per Rafa a Ocho apellidos vascos                            |
| 2016      |                                                                      | |
|           | Eduard Fernández per Francisco Paesa a El hombre de las mil caras.   | - Roberto Álamo per Javier Alfaro a Que Dios nos perdone. - Antonio de la Torre per José Tarde para la ira.  |
| 2017      |                                                                      | |
|           | Javier Gutiérrez (2) per Álvaro a El autor.                          | - David Verdaguer per Esteve a Verano 1993. - Antonio de la Torre per Carlos Abracadabra.                    |
| 2018      |                                                                      | |
|           | Antonio de la Torre per Manuel López-Vidal a El reino.               | - Mario Casas per Francesc Boix a El fotógrafo de Mauthausen. - Javier Gutiérrez per Marco a Campeones.      |

## Estadístiques

### Actors més premiats
- 7 premis: Javier Bardem, de 10 candidatures[1]
- 3 premis: Antonio Banderas, de 9 candidatures
- 3 premis: Francisco Rabal, de 4 candidatures
- 2 premis: Jorge Sanz, de 4 candidatures
- 2 premis: Carmelo Gómez, de 3 candidatures
- 2 premis: Luis Tosar, de 3 candidatures
- 2 premis: Javier Cámara, de 5 candidatures
- 2 premis: Mario Casas, de 5 candidatures
- 2 premis: Javier Gutiérrez, de 3 candidatures

### Actors més vegades candidats
- 10 candidatures: Javier Bardem (7 premis)
- 9 candidatures: Antonio Banderas (3 premis)
- 6 candidatures: Javier Cámara (2 premis)
- 5 candidatures: Mario Casas (2 premis)
- 4 candidatures: Francisco Rabal (3 premis)
- 4 candidatures: Jorge Sanz (2 premis)
- 4 candidatures: Imanol Arias (1 premio)
- 4 candidatures: Fernando Fernán Gómez (1 premi)
- 4 candidatures: Juan Diego (1 premi)
- 4 candidatures: Alfredo Landa (0 premis)
- 4 candidatures: Eduardo Noriega (0 premis)
- 4 candidatures: Antonio de la Torre (1 premi)
- 3 candidatures: Carmelo Gómez (2 premis)
- 3 candidatures: Luis Tosar (2 premis)
- 3 candidatures: Javier Gutiérrez (2 premis)
- 3 candidatures: José Coronado (1 premi)
- 3 candidatures: Antonio Resines (1 premi)
- 3 candidatures: Gabino Diego (0 premis)